# Mautern in Steiermark
Mautern in Steiermark osztrák mezőváros Stájerország Leobeni járásában. 2017 januárjában 1811 lakosa volt.    

## Elhelyezkedése

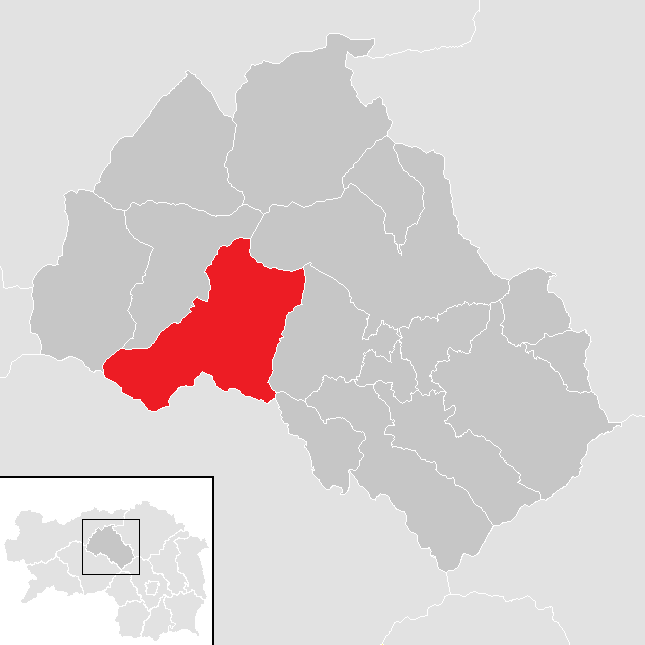
Mautern in Steiermark a Leobeni járásban

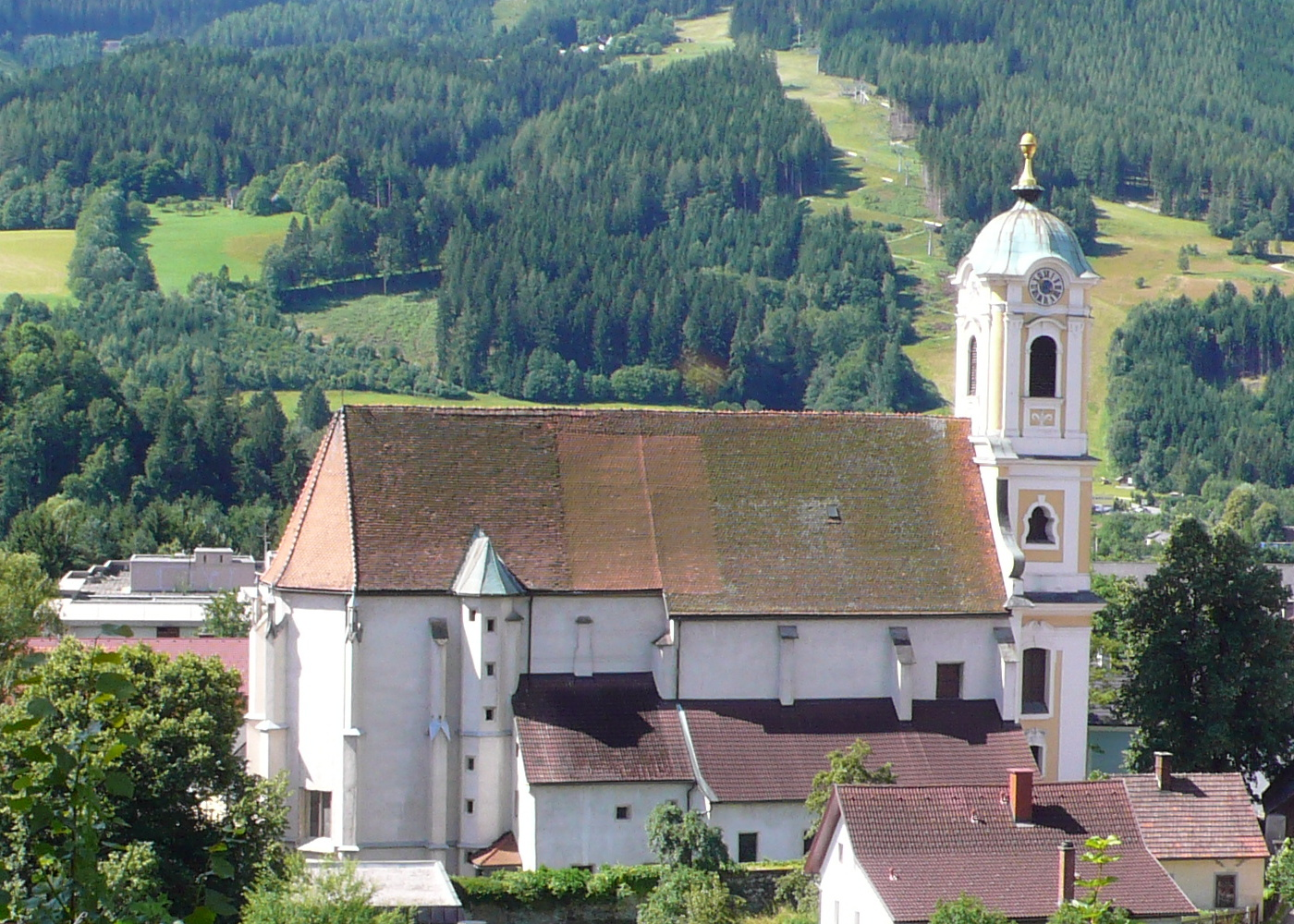
A Szt. Miklós-plébániatemplom

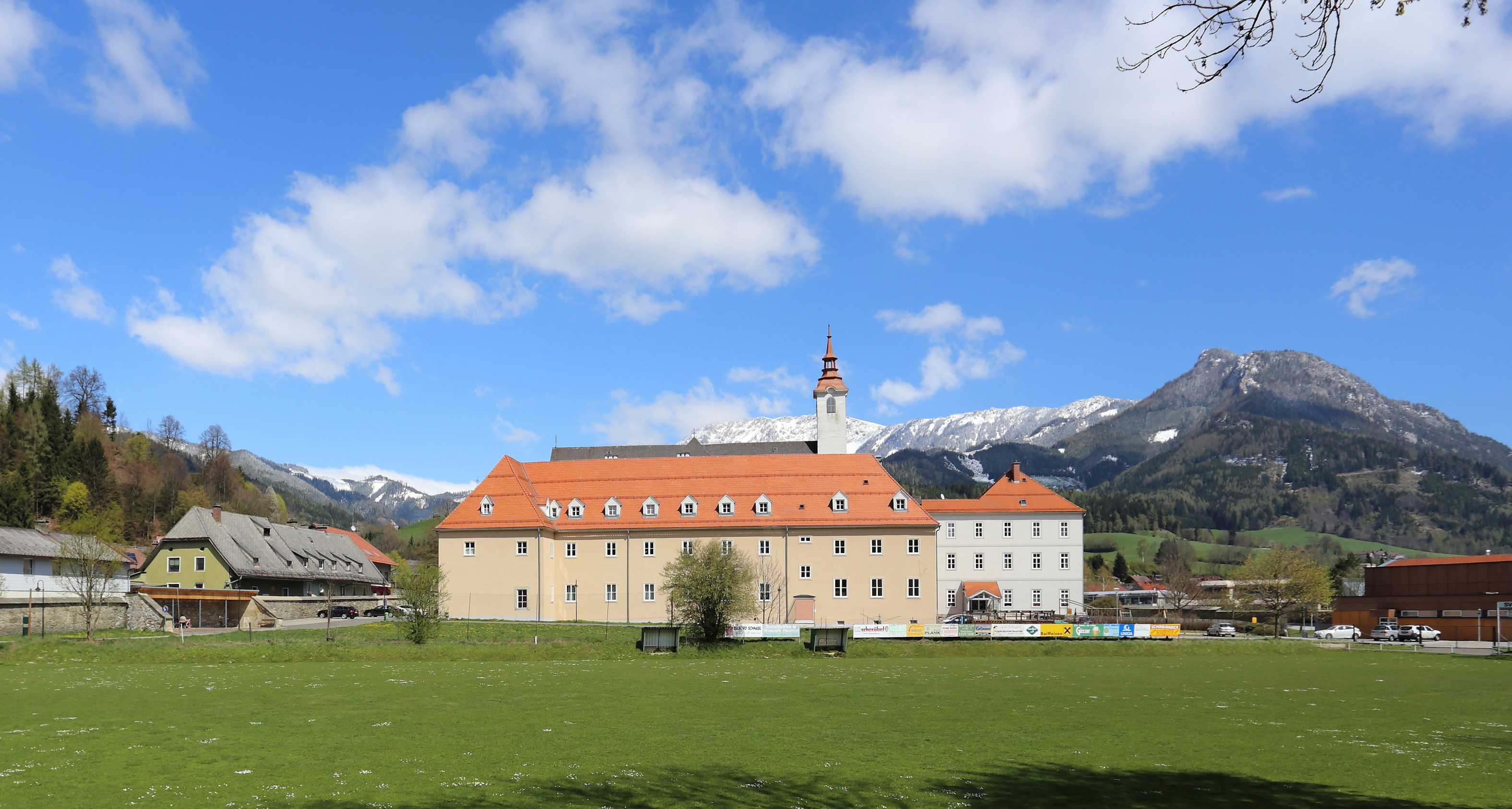
A volt redemptorista kolostor

Mautern in Steiermark Felső-Stájerországban fekszik, a Liesing (a Mura bal mellékfolyója) mentén, az A9 autópálya mellett. Az önkormányzat területének jelentős része az Eisenerzi-Alpokra esik. Az önkormányzat 6 települést egyesít (valamennyit a saját katasztrális községében): Eselberg (184 lakos), Liesingau (155), Magdwiesen (52), Mautern in Steiermark (1183), Rannach (147) és Reitingau (70).
A környező önkormányzatok: északnyugatra Wald am Schoberpaß és Kalwang, keletre Trofaiach és Kammern im Liesingtal, délkeletre Kraubath an der Mur, délre Sankt Marein-Feistritz, délnyugatra Gaal.

## Története
Az ember legkorábbi nyomai Mautern területén az urnamezős kultúrához (i.e. 1200-750) köthetők: egy lándzsahegy és egy rézolvasztó kemence.
A település neve vámszedőhelyre utal (Maut-vám), bár erre írásos bizonyíték csak 1693-ban található először. Mautern először 1187-ben említik, amikor templomát II. Orbán pápa az admonti apátság alá rendelte. A mai templom 1442-1462 között készült el, de már 1480-ban elpusztították a törökök; ezután gótikus stílusban újjáépült.
Ehrnau várát a 13. században építtette a szomszédos Kammern várait is bíró Ehrenfels-család. A nemzetség kihalása után a Kraig-család, Siegmund von Dietrichstein, majd 1564-1822 között a Breuner-család birtokolta. 1633-ban II. Ferdinánd császár Maximilian von Breuner közbenjárására mezővárosi rangra emelte Mauternt és hódot ábrázoló címert adományozott neki. Ugyanez a Maximilian von Breuner 1669-ben ferences kolostort alapított, amelyet 1826-ban a redemptorista rend vett át. Az kolostorépületet és a templomot 1972-ben eladták a városi önkormányzatnak.
Már 1700 körül megkezdődött a zsírkő bányászata, amely sokáig fontos ágazatát képviselte a mezőváros gazdaságának. 1900-ban még 90 ember dolgozott az üzemben, amelyet 1965-ben zártak be végleg. 1875-1913 között némi grafitot is kitermeltek a környező hegyekben. 1851-1937 között Mautern járásbírósági székhely volt. 

## Lakosság
A Mautern in Steiermark-i önkormányzat területén 2017 januárjában 1811 fő élt. A lakosságszám 1971 óta (akkor 2536 fő) csökkenő tendenciát mutat. 2015-ben a helybeliek 96,3%-a volt osztrák állampolgár; a külföldiek közül 1,1% a régi (2004 előtti), 2,1% az új EU-tagállamokból érkezett. 2001-ben a lakosok 88,2%-a római katolikusnak, 5,3% evangélikusnak, 5,3% pedig felekezet nélkülinek vallotta magát. 

## Látnivalók

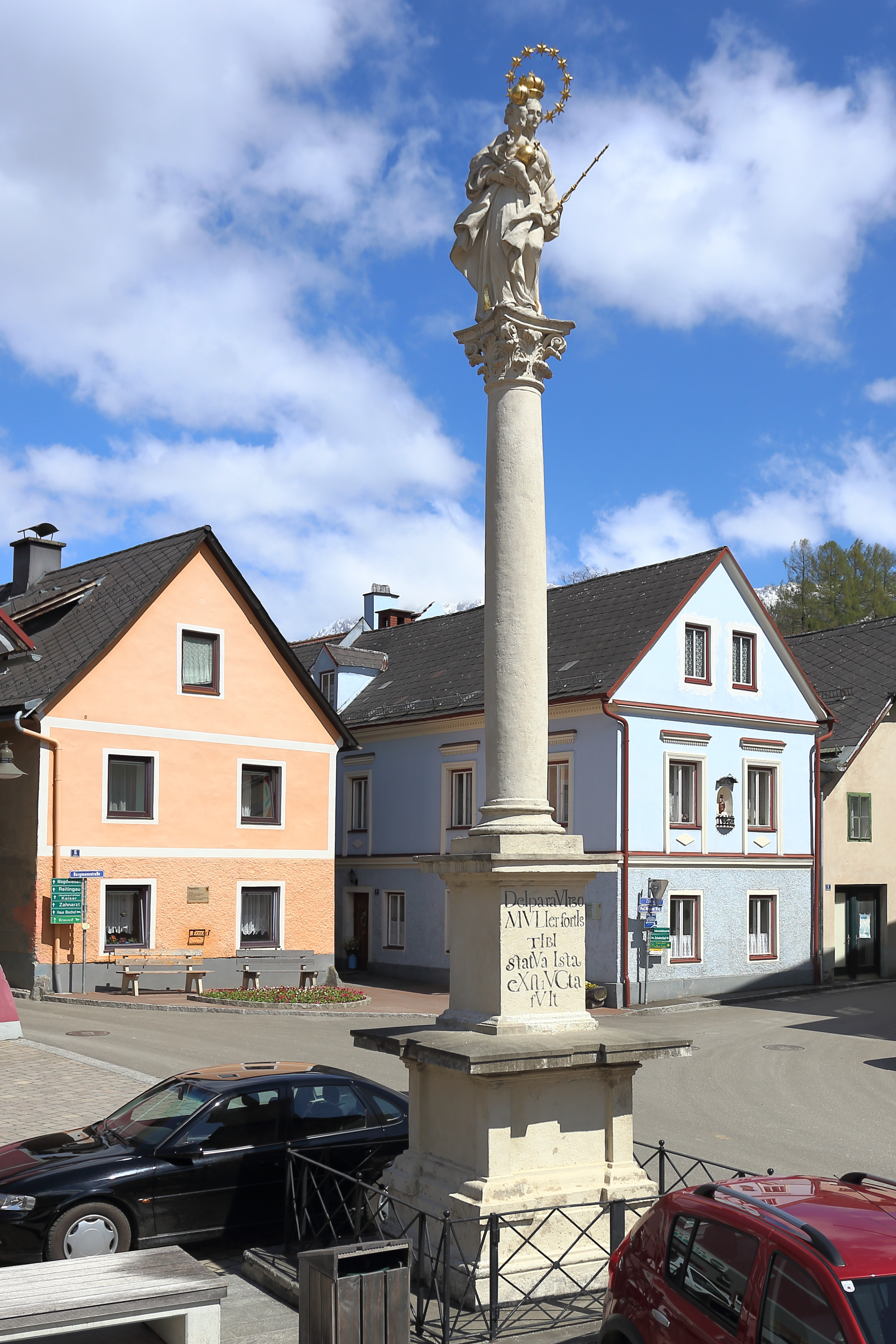
A Mária-oszlop

- Szt. Miklós-plébániatemplom. Nagyszerű barokk főoltáráról ismert.
- Szt. Borbála-kolostortemplom és a volt redemptorista kolostor
- az Ehrnau-kastélyban 1980-ig idősek otthona működött, majd egy ideig itt volt Ausztria legnagyobb diszkója. Ma üresen áll.
- "Troadkastn" helytörténeti múzeum
- az 1693-ban emelt Mária-oszlop
- kalandpark
- alpesi strand
- Rannachklamm szurdok

## Híres mauterniek
- Herwig Mitteregger (1953-) énekes, dalszerző
- Johannes Silberschneider (1958-) színész
- Tamara Tippler (1991-) alpesi síző

## Testvértelepülések
- Mautern an der Donau, Alsó-Ausztria
- Tipperary, Írország

## Fordítás
- Ez a szócikk részben vagy egészben  a   Mautern in Steiermark című német Wikipédia-szócikk ezen változatának fordításán alapul.  Az eredeti cikk szerkesztőit annak laptörténete sorolja fel. Ez a jelzés csupán a megfogalmazás eredetét és a szerzői jogokat jelzi, nem szolgál a cikkben szereplő információk forrásmegjelöléseként.